# مارتین موزه‌باخ
مارتین موزه‌باخ (به آلمانی: Martin Mosebach) (زاده ۱۹۵۱ آلمان) نویسنده آلمانی است که در زمینه‌های نمایشنامه‌نویسی، فیلم‌نامه‌نویسی، گزارش‌نویسی و مقاله‌نویسی نیز فعالیت می‌کند.

## زندگی‌نامه
مارتین موزه‌باخ ۳۱ ژوئیه سال ۱۹۵۱ در خانواده یک پزشک در فرانکفورت متولد شد. او در رشته حقوق تحصیل کرده و نویسندگی را از سال ۱۹۸۰ آغاز کرده است.
او اکنون عضو آکادمی زبان و شعر آلمان، آکادمی هنرهای زیبای بایرن و انجمن قلم آلمان است.
آکادمی زبان و شعر آلمان او را یکی از «شوخ‌طبع‌ترین و رازآمیزترین تصویرگران انسان» و یکی از «درخشان‌ترین سبک‌پردازان» ادبیات معاصر آلمان معرفی کرده است.

## اظهارات جنجالی
هنگامی که پتر هاندکه، نویسنده اتریشی در خاکسپاری سلوبودان میلوشه‌ویچ، رییس‌جمهور پیشین صربستان شرکت کرد و به ایراد سخنرانی پرداخت، موزه‌باخ از او دفاع کرد.
موزه باخ یک کاتولیک معتقد است. او سال ۲۰۰۲ در دفاع از اجرای مراسم مذهبی در کلیساها به زبان لاتین مقاله ای جنجالی منتشر کرد. بسیاری به خاطر این مقاله او را به واپسگرایی متهم کرده اند.

## آثار
- رمان تختخواب، ۱۹۸۳
- رمان ماه و دختر، ۲۰۰۷

## جوایز ادبی
- جایزه هاینریش فون کلایست، ۲۰۰۲
- جایزه گئورگ بوشنر، ۲۰۰۷